# 経営戦略論
経営戦略論（けいえいせんりゃくろん、英: strategic management）は、経営学の一領域に位置づけられる、企業の経営戦略を研究する学問分野である。

英語圏で使用されているSWOT分析。

## 概要

### 研究の対象
経営戦略論は、企業が経営戦略を策定・遂行・評価するプロセスを研究する学問である。

戦略経営とは、企業が、関連する市場や産業を評価・統御し、競合他社を査定し、全ての既存あるいは潜在的な競合他社に対処できるような目標と戦略を設定し、各々の戦略が遂行されているかどうか、変化した環境、新技術、新たな競合他社、新たな経済的・社会的・財政的・政治的状況に適用させるために戦略を置き換える必要が無いかどうかを一年ごとあるいは四半期ごとに再評価する、継続的なプロセスである。(Lamb, 1984:ix)

このように、経営戦略を策定・遂行・評価するプロセス全体を、英語ではstrategic managementと呼ぶ。正確な和訳は戦略経営（戦略的経営）だが、授業や学問の名称としては和訳として経営戦略論が定着している。厳密な区別はそれほど重視されていないが、プロセス全体を指す戦略経営とプロセスの過程で設定される経営戦略を区別する場合もある。

### 教育・学習
日本における経営戦略論の教育は、大学や大学院の経営学部・商学部、経営修士 (MBA) 課程、企業の研修などで行われている。理論的・学術的なフレームワークの他、実際の事例を利用して理論的フレームワークを現実に適用するための授業も盛んに行われている。
授業内容は教育機関によって相当の開きがあるが、個々の製品・サービスが市場で優位を得るための製品戦略（マーケティング戦略）、複数の製品・サービスから成り立つ事業レベルでの競争優位を論じる事業戦略、複数事業間の資源配分や国際化・多角化などの問題を論じる全社戦略などが、中心的なテーマである。

### 学問的地位
企業内部の資源の重要性を指摘した経営学者ジェイ・B・バーニーは、経営戦略論は経営学において最も未熟な領域の1つであると評価している。バーニーによれば、経営戦略論は学際的な性質をもつがゆえに、財務・会計・組織行動学・マーケティング・マネジメントなどの領域が厳格な理論を成立させるまで、発展するための足場を得られなかったからであるという。しかしながら、それらの領域が学問として成熟するにつれて経営戦略論も少しずつその地位を向上させており、特にマイケル・ポーターの Competitive Strategy(1980) とリチャード・ルメルトの Strategy, Structure, and Economic Performance (1974) は、経営戦略論の学術的地位の向上に大きく貢献した象徴的な論文であるとバーニーは評価している。

## 経営戦略論の歴史

### 経営戦略論の誕生
軍事学における戦略という概念が経営学に導入され、企業の経営戦略が本格的に論じられるようになったのは、1950-60年代に入ってからであった。経営戦略論の黎明期にあたるこの時期の代表的な研究者は、アルフレッド・チャンドラー、 フィリップ・セルズニック（英語: Philip Selznick） 、イゴール・アンゾフ、ピーター・ドラッカーらである。
「組織は戦略に従う」の命題で有名なアルフレッド・チャンドラーは、将来を見据えた長期的な視座の重要性を強調した。すなわち、個々の職能や部署を個別的に考えていくのではなく、戦略という長期的視座の下で職能間・部署間を包括的に調整することが重要であると主張したのである。
セルズニックは、組織とそれをとりまく環境の適合性が重要であるというアイデアを打ち出した。この考え方は後に、SWOT分析に機会と脅威という新たな洞察をもたらすこととなった。
アンゾフは、チャンドラーの研究を基礎に経営戦略を分類した。市場浸透戦略、製品開発戦略、市場開発戦略、水平統合・垂直統合、多角化などの戦略を用いることで、企業は将来の機会と挑戦の為に体系的に備えることができると考えた。1965年に著したCorporate Strategyの中で、彼は「企業の現在地」と「企業のあるべき姿」のギャップを理解し、そのギャップを縮減するように振る舞うべきであるというギャップ分析という、現在でも経営分析手法として用いられるフレームワークを開発した。
ドラッカーは経営に関する数多くの書籍を現在に残しているが、経営戦略論という領域においては特に二つの貢献が重要である。第一の貢献は、「明確な目標の無い組織は、舵の無い舟のようだ」と、目標の重要性を指摘し、目標管理理論を導出した点である。第二の貢献は、現在の我々が言う所の知的財産の重要性を早くから予見していた点である。彼は知識労働者 (knowledge worker) の増加を予測し、知識労働者管理の重要性を指摘した。なぜなら知識労働は非階層的であるため、何らかのタスクはそのタスクに最も精通する人間が臨時のリーダーとなって遂行されるようになるだろうとしている。
Ellen-Earle Chaffee(1985)は、1970年代の経営戦略論（戦略経営）を以下の様に整理した。
- 戦略経営は、「組織をビジネス環境へと適応させること」が主要なテーマである。
- 戦略経営は、流動的かつ複雑である。変化は、非構造的かつ非反復的な反応を組織が必要とするような、環境要因の新たな連結を産む。
- 戦略経営は、方向性を示すことで組織全体に影響を及ぼす。
- 戦略経営は、戦略形成（内容）と戦略遂行（遂行過程）から構成される。
- 戦略経営は、計画されるものと、そうでないものから構成される。
- 戦略経営には、企業全体の戦略や個々のビジネスの戦略など、階層がある。
- 戦略経営は、概念的思考プロセスと分析的思考プロセスから構成される。

### 成長戦略とポートフォリオ理論
1970年代の経営戦略論の多くは、規模・成長・ポートフォリオ理論を対象としていた。
1960年から19年間に渡って続けられたPIMS研究は、市場戦略が市場占有率に与える影響を探索する試みである。ゼネラル・エレクトリックで開始されたこの研究は、1970年代始めにハーバード大学へ、1970年代後半に戦略計画研究所 (Strategic Planning Institute) へと移管されながら続けられ、現在では収益性と戦略の関係について大量の情報を蓄積している。PIMS研究が開始された初期の頃は、「市場占有率が大きくなれば、収益率も大きくなる」という茫漠とした結果しか得られていなかった。この結果は、「市場占有率が高い企業は、規模の経済と学習曲線効果を得ることができて、それが収益率の向上に繋がる」と解釈された。高い市場占有率が収益率の向上に繋がるという命題は企業の拡大・成長戦略に注目を集め、水平統合、垂直統合、多角化、フランチャイズ、M&A、ジョイント・ベンチャー、有機的成長などについて、盛んに議論が交わされた。
1980年代になると、高い市場占有率と低い市場占有率の双方が高い収益性に関連し、その中間的な市場シェアは低い収益性を示すという、矛盾をはらんだ結論が得られるようになった。「hole in the middle（どっちつかず）」と呼ばれる問題である。この異常性がもたらされるメカニズムは、後にマイケル・ポーターによって説明されることになる。PIMS研究の他にも、低い市場占有率が高い収益性と関係があることを示唆する研究は多く、市場占有率の低いニッチな企業が高い収益を上げていることを示唆している。
複数事業を抱える多角化企業の経営には、新たな思考法が必要とされる。単一事業で操業する企業では生じない、事業を超越するレベルでの意思決定や事業間の調整活動が必要となるからである。多角化企業に特有のこの問題に最初に注目したのは、ゼネラル・モータースのCEOであったアルフレッド・スローンである。ゼネラル・モータースは、半自律的な戦略的ビジネスユニットに権限を委譲すると同時に、支援機能は中央に集中して管理していた。
多角化企業の経営戦略において最も価値のある理論の一つは、ポートフォリオ理論である。これは、ハリー・マーコウィッツらの金融理論家達が発展させたポートフォリオ分析に基づく概念である。ポートフォリオ分析のエッセンスは、「金融資産の広範なポートフォリオはリスクを低減する」という点にある。1970年代の研究者達は、製品ポートフォリオ理論を事業ポートフォリオへと応用した。ボストン・コンサルティング・グループが開発したBCG分析やゼネラル・エレクトリックのG.E. multi factoral modelなど、最適な事業ポートフォリオを検討するための分析手法が幾つか発達した。それらの手法では、金のなる木 (cash cow) と呼ばれる市場シェアが高く追加投資を控えても収益があげられる事業を多数抱えることが望ましいとされたため、企業は多角化を推進することになった。多角化に当たっては市場占有率と収益性が重視され、事業間のシナジー効果などはそれほど重視されなかった。事業ポートフォリオ理論の影響力は強く、個々の事業をばらばらに所有するよりもシナジー効果を追求する方が効率的であると認識され始める1980年代まで、企業は多角化し続けることとなった。

### マーケティング革命
1970年代は、市場志向性の高い企業が台頭した時期でもあった。
資本主義が成立した頃から、ビジネス成功の鍵は製品の質にあると考えられてきた。つまり、高品質で丈夫な製品を作りさえすればそれを売ることは難しいことではないという、製品志向と呼ばれる考え方が支配的な時代であった。裕福な中産階級が拡大し続ける20世紀前半においては、製品志向はおおむね正しい考え方であった。言うなれば、「良いモノを作れば、客が押し寄せてくる」時代であった。
だが第二次世界大戦によって市場の拡大が飽和すると、モノを売ることはだんだんと難しくなっていったため、販売に重点が置かれる時代が到来した。1950〜1960年代は、販売志向と呼ばれる考え方が支配的な販売の時代 (sales era) として知られている。良いモノを作るために努力する時代から、モノを売るために努力する時代へと変化したのである。
だが1970年代初めになると、セオドア・レビット（英語: Theodore Levitt）をはじめとするハーバード大学の研究者達が、販売志向は時代遅れであると論じた。彼らは「製品を作って、それを売る」よりも、「顧客の望むものを知り、それから作る」べきであると主張した。すなわち「顧客が全ての戦略的意志決定をドライブする」という考えである。この市場志向という考え方は、顧客志向 (customer orientation)、マーケティング哲学 (marketing philosophy)、顧客との親密性 (customer intimacy)、顧客フォーカス (customer focus)、顧客ドライブ (customer driven)、市場フォーカス (market focused) など様々なラベルの下で、研究が蓄積されることとなった。

### 日本の挑戦
1970年代の末頃、日本経済の急速な成長がアメリカの研究者達の関心を惹きつけることとなった。鉄鋼、時計、造船、カメラ、自動車、電気機器など様々な産業で、日本企業が欧米企業を追い抜いていったからである。日本企業の成功について、以下のような多くの主張が展開された。
- 従業員の高いモラル、献身性、忠誠心
- 賃金を含む低コストな産業構造
- 効果的な政府の産業政策
- 第二次世界大戦後の近代化が導いた高い資本集約と生産性
- 拡大する輸出を背景にした規模の経済
- 相対的な円安が導く低金利、低資本コスト、低い配当期待、安価な輸出

これらの説明は部分的には真実を指摘していたとはいえ、何かが欠けていたのは明らかだった。実際、1980年代には日本のコスト構造はアメリカより優位にあったとは言えなかったし、40年以上前の第二次世界大戦後の急速な経済復興を当時の日本企業の成功に結びつけるのは無理があった。
1981年、リチャード・パスカル (Richard Pascale) とアンソニー・アトス (Anthony Athos) は、著書 The Art of Japanese Management の中で、日本企業の成功の主たる理由はその優れたマネージメント技術であると主張した。彼らはマネージメントを戦略・構造・システム・スキル・スタッフ・スタイル・共有価値の七つの次元に分け、戦略・構造・システムをハードウェア的要素、スキル・スタッフ・スタイル・共有価値についてはソフトウェア的要素へと分類した。彼らは、アメリカの企業はハードウェア的な要素においては優れているが、ソフトウェア的な要素においては優れているとは言えないと主張した。アメリカ企業は企業風土や共有価値、職場の社会的凝集性には重きを置いていなかったのである。日本では、マネージメントとは単に仕事上の管理にとどまらず、より複雑で広範な要素（たとえば人間の欲求・経済・社会・心理・精神など）を幅広く管理することであると考えられていた。一方、アメリカでは、マネージメントは仕事上の管理にとどまり、仕事以外の人生とは区別されて考えられていた。アメリカ人が、職場とそれ以外の場所では全く違うパーソナリティを見せることはごく普通のことであった。パスカルらは、日米の意志決定スタイルの違いにも注目し、階層型のアメリカと合意型の日本を区別した。また、アメリカ企業は長期的視野を欠き、 マネージメントの流行や理論をばらばらに取り入れてしまう傾向があると指摘した。
1982年、マッキンゼー・アンド・カンパニー東京支店長であった大前研一によって The Mind of the Strategist がアメリカで出版された。大前は、アメリカの戦略は過度に分析的であると主張した。大前によれば、戦略は直感と知的柔軟性を必要とする、創造的なアートであるべきだという。彼は、アメリカ人は分析的な技巧や縛られてしまっていると唱え、曖昧さや合意を重視する日本の文化と、素早い意志決定を評価するアメリカの文化を比較した。
同じく1982年、トム・ピーターズとロバート・ウォーターマンが、日本企業の挑戦を真っ向から分析する In Search of Excellence （邦訳『エクセレント・カンパニー』）を著した。パスカルやアトスとマッキンゼーで協働した経験もある彼らは、「何が優れた企業を生み出すのか」を問うた。彼らは優秀だと思われる62の企業の中からさらに43社を選抜し、重要な経営陣にインタービューを重ねた。その結果、彼らは優秀な企業に共通する8つの特徴を発見した。
- 行動の重視：やれ。試せ。レポートや会議で、学習する時間を無駄にするな。
- 顧客に密着せよ：顧客に近づき、顧客を知れ。
- 自主性と企業家精神を維持せよ：大企業であっても、権限を与えれば社員は独立心を持って活動する。
- 人を通じて生産性を向上させよ：敬意を持って社員に接せよ。さすれば彼らは生産性をもって企業に報いる。
- 価値観に基づく実践を広めよ：価値観を社内に広めよ。
- 基軸事業から離れるな：やるべきことだけをやれ
- 単純な組織・小さな本社を維持せよ：複雑さは無駄と混乱を呼ぶ。
- 厳しさと緩やかさの両面を同じに持て：きちんと掌握し、同時に最大限の自主性を認めよ。

この様に、日本企業といかに競合するべきか、徐々に理論の青写真が描かれていった。だがJ. E. Rehfeld (1994)は、日米の文化は異なるので日本のマネジメント手法を米国に導入することはそう簡単なことではないと説明した。様々な文化に特有のマネージメント手法を知識として獲得するため、特殊な錬金術が必要であった。彼は、「日本のカイゼンは日本の文化において機能するものだから、そのままアメリカに持ち込んでも意味がない」と論じた。
2009年、産業コンサルタントのMark BlaxillとRalph Eckardtは、1970年代の日本経済の隆盛は、連邦取引委員会とアメリカ合衆国司法省による競争推進政策が直接の原因だと主張した。1975年、連邦取引委員会はゼロックスと独占禁止法訴訟について和解し、主として日本企業に同社の特許のライセンシングを強制された。その後の4年間で、ゼロックスのコピー機のシェアは100%から14%にまで落ち込んだ。この一連の行動は、連邦取引委員会とアメリカ合衆国司法省による競争管理の始まりだった。ゼロックスに続き、IBM、AT&T、デュポン、ボシュロム、コダックなどが有する何万もの特許が、連邦取引委員会とアメリカ合衆国司法省の影響により、非常に安いコストで日本企業に提供された。1950年から1980年にかけて、日本企業はアメリカ企業が保有するものを中心に35,000もの海外特許を利用した。競争の活性化が経済の成長に繋がると信じて独占禁止法を推し進めた経済学者達はその後、日本企業の成長と米国製造業の凋落に直面することになった。

### 競争優位の獲得
日本企業の成長は、西洋のビジネス界に大きなショックを与えた。だが、1980年代から1990年代初頭にかけて、どうすれば打ち勝てるかを論じた大量の理論が現れた。日本と欧米のマネージメント手法やビジネスの比較によって、欧米のビジネス界は日本企業へ打ち勝つことができると自信を深めていった。
ゲイリー・ハメル（英語: Gary Hamel）とC. K. Prahaladは、戦略は「机上の空論ではなく、より活動的かつ双方向的でなくてはならないと論じた。彼らは「戦略的意図 (strategic intent)」「戦略アーキテクチャ (strategic architecture)」といった概念を提示したが、中でもとりわけ有名な概念はコアコンピタンスである。彼らは、企業にとって重要な能力（すなわちコアコンピタンス）を理解することが重要であると説いた。
活動的な戦略は、活動的な情報収集と活動的な問題解決が必要である。ヒューレット・パッカード社を操業したウィリアム・ヒューレットとデビッド・パッカードは、「歩き回る経営 (Management By Walking Around) 」を考案した。シニア・マネージャーが、自分の机に居るよりも、従業員や顧客や供給者を訪ね回ることを推奨する経営様式である。多くの人々との直接のコミュニケーションは、机上の空論で終わらない、実行可能な戦略を構築する際の確固たる基礎となった。この手法は、1985年にトム・ピーターズとナンシー・オースティン（英語: Nancy Austin）の出版した書籍によって、一躍有名になった。日本の経営者達も、ホンダの三現主義（現場、現物、現実）に代表される、同じような経営様式を採用していた。
そして、経営戦略論において最も著名な研究者の一人であるマイケル・ポーターが、現在でも利用されるいくつもの考え方や分析手法を提示したのもこの時期である。ファイブフォース分析、3つの基本的戦略（コストリーダーシップ戦略、差別化戦略、市場集中戦略）、クラスター、バリュー・チェーンなどがそうである。ポーターは、チャンドラーの「組織は戦略に従う」という命題を、「組織は戦略に従う。戦略は産業構造に従う」と改変したことでも知られている。彼は、バリューチェーンという観点から産業を捉えようとした。
1993年、ジョン・ケイ（英語: John Kay (economist)）は、ゲイリー・ハメルらのアイデアをもとに、「価値を付加することが、ビジネスの主目的だ」と主張した。付加価値とは、商品の市場価値と資本を含むインプットのコストの差を、企業の純アウトプットで割った値と定義される。彼は、「経営戦略の役割はコアコンピタンスを特定して付加価値を高める資産を集め、競争優位を築くことである」と唱えた。コアコンピタンスとしては、イノベーション・評判・組織構造の3種類の能力を提唱した。
1980年代は、ポーターを代表に、ポジショニング理論が流布した時代でもあった。同理論の起源はジャック・トラウトが著した1969年の論文までさかのぼるが、トラウトがアル・ライズが Positioning: The Battle For Your Mind (1981) を著すまで、普及しなかった。基本的な主張は、戦略は企業内部の視点だけでは判断できず、消費者が競合相手と比較してどう認識するかによって決まるというものである。戦略の策定と遂行には、 消費者のマインドに企業のポジションを作る必要がある。ポジショニング理論には幾つか新たな技法も適用されたが、大半は他の領域からの転用である。 例えば認知マップは、ポジション間の関係を視覚的に示す手法である。 多次元尺度構成法、判別分析、因子分析、コンジョイント分析、嗜好の回帰手法（英語: Preference regression (in marketing)）、 クラスター分析などの数学的な手法が利用された。
一方、企業の内的な資源に注意を払う者も居た。例えばリソース・ベースド・ビュー（英語: Resource-based view）を提唱したジェイ・B・バーニーがそうである。彼は、戦略を「資源を集め、それを模倣が難しく持続可能な形で組み合わせること」と捉えた。
マイケル・ハマーとジェイムズ・チャンピーは、資源は再構築される必要があると考えた。 ビジネスプロセス・リエンジニアリングと彼らが呼んだこのプロセスは、企業の全プロセスに関わる資産の最適化を唄っている。
1989年、リチャード・レスターとMIT産業パフォーマンスセンターの研究者らは、7つのベスト・プラクティスを特定し、企業は低コスト標準品の大量生産から速やかに手を引かねばならないと論じた。
- コスト・品質・サービス・製品イノベーションを、同時に、持続的に改善すること
- 企業内の部門間の障壁を壊すこと
- 組織内の階層をフラットにすること
- 顧客・サプライヤーと密接な関係を築くこと
- 新技術を知的に利用すること
- 地球規模の視点を持つこと
- 人的資源を開発すること

ベスト・プラクティスの探索は、ベンチマーキングとも呼ばれている。これは、改善が必要な領域を見つけたら、その領域で優れている企業を特定し、その企業から学ぶプロセスを言う。
一方で、多くの研究者が、西洋のビジネスに最も欠けているのは製品の品質であると考えていた。例えばW・エドワーズ・デミング、ジョセフ・ジュラン、A・T・カーニー、フィリップ・クロスビー、アーマンド・ファイゲンバウムらは、品質管理の為の技法としてTotal Quality Management、 カイゼン、リーン生産方式、シックス・シグマなどを提唱した。
品質と同様に、多くの研究者がカスタマー・サービスにも問題があると考えていた。たとえばJames Heskett (1988)、Earl Sasser (1995)、William Davidow(1990)、Len Schlesinger (1991)、 A. Paraurgman (1988)、Len Berry (1995)、 Jane Kingman-Brundage (1993)などが、特性要因図、サービス・チャート、 総合顧客サービス (Total Customer Service)、サービス・プロフィット・チェーン、サービスギャップ分析、サービス・エンカウンター、戦略的サービス・ビジョン (strategic service vision) 、サービス・マッピング (service mapping) 、サービス・チーム (service teams) などの手法や概念を提唱した。これらの理論の根底をなす前提は、顧客を満足させること以上に競争優位の源泉となるものは存在しないという考え方であった。
ビジネスプロセス管理は、品質管理と顧客サービス管理の双方の技法を用いるものである。ビジネスを連続的なプロセスと捉え、プロセスの中の非効率部位を特定し、プロセス全体の効率化を実現するための技法である。基本的な概念はフレデリック・テイラーまでさかのぼることができる古い技法ではあるが、その狙いとする範囲はより広いもので、企業のあらゆる側面がプロセス改善に通じるという前提を置いている。この技法は広範な領域に適用できるので、競争優位の源泉になりうるのである。
また、ビジネスは既存顧客の維持ではなく新顧客の獲得であると考える者もいた。カール・スウェル、 F・F・ライクヘルド、 C. Gronroos、アール・セッサーらは、顧客が持続的に顧客であり続けることを保証するのが競争優位であると論じた。これは、顧客ロイヤルティとして知られる概念である。ライクヘルドは、この概念を従業員ロイヤルティ、サプライヤー・ロイヤルティ、ディストリビューター・ロイヤルティ、株主ロイヤルティへと拡大した。彼らは、忠誠心の高い顧客（ロイヤル・カスタマー、a loyal customer）の顧客生涯価値を計算する技法も発展させた。こうした流れを受けて、販売・マーケティングの様々な技法が、顧客との長期的・持続的な関係を構築するために転用されるようになった。この種の技法は顧客関係管理 (CRM, customer relationship management) と呼ばれていて、いくつもの技法が発展した。
James GilmoreとJoseph Pineは、マス・カスタマイゼーションに競争優位の源泉を見つけた。これは、柔軟な製造技術が、規模の経済のメリットを損なうことなく、個々の顧客への個別対応を可能にするという考え方である。この考え方は、製品のみならずサービスについても説明している。 サービスも個々の顧客へとマス・カスタマイズされるならば、それも経験として蓄積されると彼らは論じている。ベルント・シュミット（英語: Bernd Schmitt）の業績に基づく彼らの著書 The Experience Economyによれば、サービスとは劇場のようなものであるという。 この学派は、しばしば顧客経験管理の重要性について言及している。
ジェームズ・C・コリンズとジェリー・ポラス (Jerry Porrass) は、何が偉大な企業を創るのかを明らかにするため、数年を費やして実証研究を行った。19の成功した企業を6年に渡って調査した結果明らかになったのは、企業を育む「コア・イデオロギー (core ideology)」の存在である。戦略や戦術が日々変化しても、中核的な価値観は維持されていたのである。中核的な価値観は、組織の存続に向けて従業員を方向付ける役割を果たしていた。彼らの著書 Built To Last (1994)では、短期的な収益目標・費用削減・リストラクチャリングは、献身的な従業員が企業を存続せしめるために突き動かすことはできないと論じている。コリンズは、2000年にはシリコンバレーにおいて長期的な視野が生じにくい状況を表す言葉として、“built to flip”を考案した。彼はまた、BHAG（社運を賭けた大胆な目標、Big Hairy Audacious Goal）という表現も有名にしている。
アリー・デ・グース（英語: Arie de Geus）も同様の調査を行い、似たような結論を得ている。彼は50年以上存続している企業に共通する4つの特徴を明らかにした。
- ビジネス環境への敏感さ：学習と適応の能力
- 凝集性とアイデンティティ：特徴とビジョンと目的のあるコミュニティを作る能力
- 寛容さと分権化：関係を構築する能力
- 保守的な財務

これら4つの特徴を備えた企業を、彼はリビング・カンパニー (living company) と呼んだ。財務より知識を優先し、自らを現在進行形の人間コミュニティであると認識する企業は、何十年に渡って存続しうる可能性があるとアリーは論じた。そのような組織は、学習する能力と、独自のプロセス・目標・ペルソナ（仮面）を創造できる、有機的な実体である。彼はそれを学習する組織と呼んだ。

### 軍事理論とマーケティング戦争
1980年代、戦略論研究者たちは、数千年に渡って研鑽されてきた軍事戦略理論を経営戦略に応用できるのではないかと考えた。彼らは孫子の兵法（孫武）、戦争論（カール・フォン・クラウゼヴィッツ）、遊撃戦論（毛沢東）などの軍事戦略書を、経営学の古典として利用したのである。孫子からは軍事戦略の戦術的側面や具体的な戦術について、クラウゼヴィッツからは軍事戦略の動態性と予測の難しさについて、毛沢東からはゲリラ戦術の原則について学び、それらの知見がマーケティング戦略へと応用された。彼らは、企業は顧客を巡る戦争で競合他社に勝利しなければならないと考え、それをマーケティング戦争 (marketing warfare) と呼び、軍事理論を適用した。マーケティング戦争に勝利するための戦略 (strategy) という意味で "Marketing Warfare Strategy" という用語を提案した。
フィリップ・コトラーの一連の書籍は、軍事戦略を応用したマーケティング戦略の書籍として良く知られている。
基本的な戦略は、以下のように大別される。
- 攻撃的マーケティング戦略 (offensive marketing warfare strategies)
- 防御的マーケティング戦略 (defensive marketing warfare strategies)
- 奇襲型マーケティング戦略 (flanking marketing warfare strategies)
- ゲリラマーケティング戦略 (guerrilla marketing warfare strategies)

マーケティング戦争に関連する研究者達は、他にもリーダーシップ、モチベーション、情報収集（intelligence gathering、情報活動）、マーケティング・ウェポン、ロジスティクス（logistics、兵站）、コミュニケーションなどについても研究を行った。
だが20世紀も終わりが近づくと、マーケティング戦略は徐々に注目を失っていった。競合他社と対決するよりも、時に協調するほうが良いと思われるシチュエーションが多いと認識され始めたからである。1989年、Dudley LynchとPaul L. KordisはStrategy of the Dolphin: Scoring a Win in a Chaotic World を出版した。彼らは書籍の中で、どんなときには攻撃的な戦略をとり、どんなときには受動的な戦略をとればよいか、その指針について論じている。
1983年には、J. MooreもDudleyらと似たような比喩を使っている。彼は軍事学の比喩を利用するのではなく、捕食者と被食者という生態学の比喩を用いた。
1970年, アルビン・トフラーは著書未来の衝撃の中で、変化率 (rate of change) が加速する傾向にあると記述した。彼は、社会的・技術的な規範の寿命が世代を追う事に短くなっていることを示し、社会はいかにして動揺や不安に対処するのかという問いを立てた。過去の世代では、「変化期」は常に「安定期」と交互に訪れていた。そのため、変化を受け入れ、また次の変化に備えるための余裕があった。だが「安定期」はどんどん短くなり、20世紀後半には完全に消失してしまった。1980年、彼は著書第三の波で、この容赦の無い変化を、農業化・工業化に続く文明化の第三の波であると論じた。彼は、この新たな局面の幕開けは前世代の人々に大きな不安を引き起こし、ビジネスの世界に多くの衝突と機会をもたらすだろうと主張した。1990年代初め頃より、多くの研究者が、この局面における経営戦略について論じることとなった。
1997年、1997年、Watts WakerとJim Taylorは、この激変を500年のデルタ (500 year delta) と呼んだ。彼らは、このような大きな変局は5世紀ごとに訪れると論じ、理性の時代 (Age of Reason) からアクセスの時代 (Age of Access) への転換が訪れていると主張した。その語、 ジェレミー・リフキン（英語: Jeremy Rifkin）によって、アクセスの時代という言葉は広められていった。
1968年、ピーター・ドラッカーは断絶の時代 (Age of Discontinuity) という言葉で、我々の連続的な日々の生活に訪れる混乱を表現した。連続の時代 (age of continuity) においては、ある程度、過去の経験から未来を予測することができる。だがドラッカーによれば、断絶の時代にある我々には過去に基づいて未来を予測することはほとんど無意味だという。今日の流れが、明日も続くとは限らないのだ。彼は、断絶を引き起こす要因として、技術、 グローバリゼーション、文化多元主義、知識資本 (knowledge capital) の4つを挙げた。
2000年、ゲイリー・ハメルは戦略の衰退 (strategic decay) について論じた。彼によれば、どれほど優れた戦略であろうとも、時とともにその輝きは失われ、戦略の価値は自然と失われていくという。
1978年、 デレク・アベル (Dereck Abel) は戦略の窓 (strategic windows) について論じ、どの戦略においても参入と退出のタイミングが重要であると論じた。この考え方は、一部の戦略策定者が計画的陳腐化を戦略に盛り込むきっかけとなった。
1989年、チャールズ・ハンディ（英語: Charles Handy）は、2種類の変化を区別した。戦略的漂流(Strategic drift) は、取り返しがつかなくなるまで気づかれることのない、ゆっくりとした変化であり、根本的変化 (transformational change) は突然で急激な変化である。後者は、典型的にはビジネス環境の断絶（外生的ショック）によって引き起こされる。変化の始まりを、アンディ・グローブは戦略的転換点(strategic inflection point)と呼んだ。転換点は、密かに進行して捉えにくい場合もあれば、急激に訪れる場合もある。
2000年、マルコム・グラッドウェルは、 転換点（英語: tipping point (sociology)）の重要性を説いた。転換点とは、「あるアイディアや流行もしくは社会的行動が、敷居を越えて一気に流れ出し、野火のように広がる劇的瞬間」のことである。
1983年、ノエル・ティシュ（英語: Noel Tichy）は、我々人間は心地よいと感じる行為を繰り返す傾向がある生き物だと論じた。彼によれば、この傾向こそが人間の創造性を制約する罠であり、新たなアイデアを探索したり、新たな問題の複雑性に正面から取り組んだりすることを阻害するという。彼は、技術と生産、政治と資源配分、企業文化という3つの視点から取り組まなければならないような新しい問題に、体系的に対処する方法を考案した。
1990年、リチャード・パスカル (Richard Pascale) は、絶え間の無い変化にさらされる状況では、ビジネスは絶えず自身を改革し続けなければならないと論じた。昨日の強みが今日の弱みに変わることを意味する「成功は失敗を呼ぶ (Nothing fails like success)」という有名な格言は、彼のものである。我々は、きのう上手くいった方法に頼ってしまい、それを捨て去ることができな。有効な戦略は、自己承認的に強化されてしまうのである。この罠を避けるためには、建設的なものであれば衝突もいとわず、探求心ある健全な議論を促進する必要がある。企業は、創造的な自己革新プロセスを奨励してやらなければならない。
1996年、Art Kleinerは、変化に対応できるような企業文化をはぐくむためには、異端者、ヒーロー、無法者、空想家（英語: visionary）を雇わなければならないと論じた。階層組織では有用な中間管理職として機能した保守的な官僚は、最近では役に立たないのである。彼にさかのぼること10年、Peters and Austin (1985) も、チャンピオンとヒーローを育てる重要性を説いている。我々は新しいアイデアを見過ごしてしまう傾向があるから、新しいアイデアに賭ける勇気を持つ人々を支援しなければならないのである。
1996年、エイドリアン・スライウォツキー（英語: Adrian Slywotzky）はビジネス環境の変化は産業間・企業間・企業内の価値の移転が反映されていることを示した。彼は、無秩序に見える変化を理解したいと願うなら、これら価値の転移のパターンを認識する必要があると論じた。著書ザ・プロフィット (1999)にて、「ビジネスは、新たに価値を得られるパターンを手に入れようと試みる、戦略的先行 (strategic anticipation) である」と論じた。
1997年, クレイトン・クリステンセンは、著書『イノベーションのジレンマ』において、偉大な企業は正しいことを正しく行うがゆえに失敗する、と論じた。企業の能力 （capability）は、企業の強みであると同時に、企業の弱み (disability) でもあるからだ。クリステンセンの理論は、偉大な企業は破壊的技術に直面したときにそのリーダーシップを失うという。
多くの戦略策定家が、変化に対応するためにシナリオ・プランニングの手法を用いている。例えばKees van der Heijden (1996) は、変化と不確実性は最適な戦略の決定を不可能にするという。我々は、そのような事象に対処するに十分な時間も、情報も、得られないからだ。我々は、最適ではなく「最も巧みなプロセス (the most skilful process) 」を望むことしかできないのである。1991年、Peter Schwartz は戦略的成果は前もってわからないため、競争優位の源泉もあらかじめ決まることはないと論じた。 激しく変化するビジネス環境は、我々が競争優位から持続的な価値を生み出す公式を発見するには、不確実すぎるのである。シナリオ・プランニングは、常に複数の未来を考え、それぞれのもつ含意を考慮し、発生確率を評価する。Pierre Wackによれば、シナリオ・プランニングは、洞察力と複雑性と巧妙さの複合物であり、公式的な分析や数字を扱うものではないという。
1988年、ヘンリー・ミンツバーグは、変化する世界を鑑み、戦略的経営のなんたるかを問い直す時期であると考えた。彼は、戦略的プロセスを検証し、戦略とは人々が考えるよりもずっと流動的で予測しがたいものであるとの結論を得た。そのため彼は、戦略的計画（英語: strategic planning）と呼ばれるプロセスだけに目をむけることはせず、戦略には5類型があると指摘した。
- 計画 (plan) としての戦略：方向性、導き、行動計画　＝　事前の意図
- 策略 (ploy) としての戦略：競争相手に勝利するための画策、策略
- パターンとしての戦略：過去の行為の一貫したパターン　＝　意図ではなく既に実現されているもの
- ポジションとしての戦略：ステイクホルダー群の中におけるブランド・製品・企業の位置づけ　＝　企業外要因によって決定される戦略
- 視座 (perspective) としての戦略：戦略決定者によって決定される戦略

1998年、ミンツバーグは戦略的経営の5類型を10の学派(schools of thought)へと分類し、それぞれをカテゴライズした。
- 第一グループ（非公式プラニング派、公式的プランニング派、分析的ポジショニング派）[脚注 14]
- 第二グループ（企業家＆リーダーシップ派、認知プロセス派、学習適応派、パワー＆交渉派、企業文化＆集団プロセス派、ビジネス環境反応派）[脚注 15]
- 第三グループ（各学派のハイブリッド）[脚注 16]

1999年、Constantinos Markidesは戦略的計画の本質を再検討しようと志した。彼は、戦略形成と戦略実行は、絶えざる評価と再形成を必要とする不断のプロセスであると考えた。戦略的経営は、事前に計画されるものであると同時に事後的に生じるものであり、ダイナミックで、双方向的なものなのである。J. Moncrieff (1999) は、戦略的ダイナミクス（英語: strategy dynamics）の重要性を指摘した。彼は、戦略には意図的なものとそうでないものがそれぞれ含まれていると考えた。意図的ではない戦略としては、機会や脅威の発生に伴う緊急戦略 (emergent strartegies) と、 組織成員のアドホック (ad hoc) な行動の結果生じる「行為の中の戦略」の、2種類があると整理した。
事業家達の一部は、複雑性理論を利用した戦略策定アプローチ (complexity theory approach to strategy) を利用し始めている。複雑性とは、一種のカオスであると考えられる。カオス理論は、不安定なシステムが急速に無秩序に向かう現象を扱うものである。複雑性は、全く予測できないということを意味するわけではない。あたかも何らかの構造を持つかのような、多様なエージェントの相互作用を検討する概念である。Axelrod, R.、 Holland, J.、Kelly, S. and Allison, M.A.らは、多面的な行動と反応のシステムを複雑適応系 (complex adaptive systems) と呼んだ。Axelrod は、複雑性は抑止するべきだと主張した。彼は、「多様な参加者の間に膨大な相互作用が存在するとき」には、大量の試行錯誤による学習と、他者の成功を何度もまねすること」が最善の方法であると論じた。2000年、E. Dudikは、組織は将来生じるであろう複雑性の源泉とレベルを理解するためのメカニズムを発達させ、それに対処するために自らを複雑適応系へと変化させる必要があると論じた。

### 情報・技術ドライブの戦略
1950年代には既に、ドラッカーは「肉体労働に従事する労働者は減少し、知的労働に従事する労働者が増加する」と予想していた。1984年には、John Nesbitt が「未来は情報によって多くがドライブされる」と理論化した。情報を巧みに管理する企業は優位を得るが、情報へのアクセスを容易にする安価なコンピューターの登場によって、「情報フロート (information float) 」はほとんど消えるだろうと論じている。情報フロートとは、他の企業が欲するような、ある企業が保有する情報のことである。
ダニエル・ベル (1985)は、情報技術の社会学的な帰結を検討し、 Gloria SchuckとShoshana Zuboffは、心理学的要因を検討した。Zuboffは、5年間にわたる8つの先進的企業の調査を通じて、「自動化技術 (automating technologies) 」と「情報化技術 (infomating technologies) 」という、重要な区別を行った。彼女は、それぞれが労働者・管理者・組織構造に与える影響について調査した。彼女は、「柔軟な分権構造、ワークチーム、知識共有、知識労働者の重要な役割」などを指摘したドラッカーの予言は概ね正しいことを確認した。Zuboffはまた、地位や階層ではなく知識に基づく管理者の権威という概念も発見した（これもドラッカーによって予言されていたことである）。彼女はこれを「参加型経営 (participative management) 」と呼んだ。
1990年、アリー・デ・グースとロイヤル・ダッチ・シェルで協働していたPeter Sengeは、グースの学習する組織の概念を、拡張・普及させた。基礎となる理論は、企業が情報を収集・分析・利用する能力が、情報時代におけるビジネスの成功に必要であるということである。Sengeは、この能力を高めるためには、組織は以下の様に構造化される必要があると論じた。
- 人々が、学習能力を継続的に高めることができる
- 新たな思考パターンが育まれる
- 集団的野心が奨励されている
- 人々が全体像を見ることを奨励されている

Sengeは、学習する組織の5つの規律を特定した。
- 個人の責任感、自立、支配 (mastery)　―　我々は、我々こそが運命の支配者であることを受け入れる。我々は自ら決断し、その決断の結果とともに活きる。問題が解決される必要があるときには、あるいは、何らかの機会を有効に生かす必要があるときには、我々は率先して必要なスキルを学習する。
- メンタルモデル　―　我々は、我々の行動への微妙な働きを理解するために、我々個人のメンタルモデルを探索しなければならない。
- 共有されたビジョン　―　将来どうありたいかというビジョンは、全員で議論されコミュニケートされなければならない。それは将来への導きとエネルギーになるだろう。
- チーム学習　―　我々はチームとともに学習する。これは、自己主張から他者理解への精神の転換をともなう。
- システム思考　―　我々は、部分よりも全体を見る。他の4つの規律を融合させる働きをもつこの規律を、Sengeは「第五の規律」と呼んだ。

1990年頃から、多くの研究者が戦略における情報の重要性を指摘した(J.B. Quinn、J. Carlos Jarillo、D.L. Barton、Manuel Castells、J.P. Lieleskin,、Thomas Stewart、K.E. Sveiby,、Gilbert J. Probst、Shapiro and Varian)。
たとえばThomas A. Stewartは、知的資本 (intellectual capital) という概念を用いて、組織の知識への投資を表現した。知的資本は、ヒューマン・キャピタル（労働者の知識）、顧客資本（customer capital；財購入の意志決定を行う顧客の知識）、構造的資本（structural capital；組織それ自体に属する知識）の3つから構成される。
マニュエル・カステルは、グローバル化、ネットワークとしての組織構造、雇用の不安定性、情報格差に特徴づけられる、ネットワーク社会について論じた。
Geoffrey Moore (1991)とR. Frank and P. Cookは、競争の性質の変化を発見した。ハイテク産業では、標準の成立によって独占に近い状態をもたらされる。相互運用性の実現にユーザー間の互換性が必要とされるネットワーク化された産業（たとえば、ワードプロセッサの文書形式）でも、同じ現象が見られる。ある製品が市場を支配すれば、それより遙かに優れた製品であっても、打ち勝つことはできない。Mooreは、E.M. Rogersのイノベーションの普及モデルを利用して、企業がどうすれば支配的な地位を得られるかを示した。
EvansとWursterは、高度な情報コンポーネントを有する産業が、変化しつつあることを示した。彼らは、 エンカルタ（マイクロソフトが販売する電子百科事典）がブリタニカ百科事典を破滅するプロセスを引用した。エンカルタの登場により、ブリタニカ百科事典は売り上げを1990年のピーク時から80%も下落させている。そのエンカルタも、ウィキペディアのような限界費用の小さい協働編纂の百科事典により、2009年に生産打ち切りとなっている。Evansは、必死になって新たなビジネスモデルを捜し求めている音楽産業についても言及している。情報について精通している新興企業は、煩わしい物理的資産によって制約を受けず、競争の様相を変え、市場セグメントを再定義し、中間流通業者の排除をもたらしている。これらの動きの現れの一つが、個人マーケティングである。情報技術は、マーケティング担当者が顧客に個別対応することを可能にした。個人マーケティングが普及すれば、伝統的な市場セグメントの概念を時代遅れのものにするだろう。
技術部門は、例えばアジャイルソフトウェア開発などの、情報関連の戦略を直接的に生み出している。
情報システムへのアクセスは、上級管理者がかつてよりも包括的な戦略的視点を有することを可能にした。最も革新的なシステムの一つが、バランスト・スコアカードである。

### 知識ドライブの戦略
最近の「戦略」に対するアプローチは、事業(business)から経営(management)に軸足を移している。脱工業化社会においては、競争優位の伝統的な源泉に依拠する事業レベルの戦略は、事実上消失している。
- かつては、規模が非常に重要であった。しかし現在では、資本や世界市場への容易なアクセスを前提とすれば、規模の実現は難しいことではない。文字通り、規模を「借りる」ことさえ可能である。
- 競争優位の源泉として、かつてはプロセス改善やベストプラクティスが好まれていた。だが現在では、それらの模倣は難しく無い場合があり、一時的にしか機能しないだろう。
- 顧客の抱え込みも、競争優位の重要な源泉であった。だが今では、顧客ロイヤルティは重要とは言えなくなっているし、常に新ブランドが登場する現在においてそれを維持するのも難しい。

この様な状況のもと、差別化こそが競争優位を維持する唯一の方法である。企業は、他社と自らを区別なさしめる何かを有しなければならないのである。知財の防護無しには、どのような優位性も容易に模倣されてしまうのである。

### 戦略的意思決定プロセス
Will Mulcasterは、戦略そのものに関する研究には多くの研究が蓄積されているが、戦略的意志決定や戦略遂行時の効率性に影響を与える要因については、ほとんど研究が蓄積されていないと論じた。例えば、世界金融危機は、銀行がリスクに対してもっと注意を払っていれば避けられたかもしれない。では、どうすれば意志決定プロセスを改善することができるのであろうか。Mulcasterは、意志決定または戦略遂行時に考慮すべき、11の要因を挙げている（時間、敵対要因、政治、知覚、全体の影響、付加価値、インセンティブ、学習能力、機会費用、リスク、スタイル）。